# Закон України «Про ліцензування видів господарської діяльності»
Закон України «Про ліцензува́ння ви́дів господа́рської дія́льності» — Закон України, що регулює суспільні відносини у сфері ліцензування видів господарської діяльності, визначає виключний перелік видів господарської діяльності, що підлягають ліцензуванню, встановлює уніфікований порядок їх ліцензування, нагляд і контроль у сфері ліцензування, відповідальність за порушення законодавства у сфері ліцензування видів господарської діяльності.
Прийнятий 2 березня 2015 року. Вступив у дію з 28 червня 2015 року. Замінив Закон 2000 року «Про ліцензування певних видів господарської діяльності».
Дія цього Закону не поширюється на порядок ліцензування:
1. банківської діяльності;
2. діяльності в галузі телебачення і радіомовлення;
3. виробництва і торгівлі спиртом етиловим, коньячним і плодовим, алкогольними напоями та тютюновими виробами.

Закон на момент прийняття встановив 30 видів господарської діяльності, що підлягають ліцензуванню (попередній Закон на момент втрати чинності встановлював 42).
Крім того, Закон дає визначення термінів, встановлює принципи державної політики у сфері ліцензування, регулює статус спеціально уповноваженого органу з питань ліцензування (Державна регуляторна служба України), Експертно-апеляційної ради з питань ліцензування, визначає повноваження органів ліцензування, звертається до питань нагляду і контролю у сфері ліцензування та відповідальності за порушення законодавства у цій сфері.